# 理查德·普雷斯顿
理查德·普雷斯顿（英語：Richard Preston，1954年8月5日—）是一位美国作家和记者，现为紐約客专栏作家，撰写了有关传染病、生物恐怖主义以及其他题材的书籍，主要作品有《血疫：埃博拉的故事》（The Hot Zone）等。